# Władysław Bala
Władysław Bala (ur. 13 lipca 1919 w Krakowie, zm. 11 lipca 2006 tamże) – polski profesor, specjalista w zakresie eksploatacji technicznej maszyn i urządzeń, mechanizacji rolnictwa i melioracji.

## Życiorys
Urodził się w rodzinie nauczycielskiej. W 1937 roku ukończył warszawskie Liceum im. Tadeusza Reytana. Następnie rozpoczął studia na Wydziale Mechanicznym Politechniki Warszawskiej, które z powodu wybuchu II wojny światowej zmuszony był przerwać. Ukończył je na Wydziale Komunikacji Akademii Górniczo-Hutniczej w Krakowie w 1949 roku, uzyskując dyplom magistra inżyniera mechanika.
W czasie wojny Władysław Bala czynnie walczył w szeregach Armii Krajowej. Uczestniczył w powstaniu warszawskim jako oficer Biura Informacji i Propagandy Komendy Głównej AK. Wojnę skończył w stopniu porucznika.

### Praca zawodowa
Pracę zawodową rozpoczął jako technik w wydziale technicznym m.st. Warszawy (1940–1943), następnie pracował kolejno jako: główny mechanik w Wytwórni Papierosów PMT w Krakowie (1945–1948), właściciel warsztatu mechanicznego w Krakowie (1948–1949), szef produkcji w Wytwórni Sprzętu Zootechnicznego w Krakowie (1950–1956), projektant w Biurze Projektów „Miastoprojekt” w Krakowie (1950–1955) oraz w Zakładzie Konstrukcji i Budowy Urządzeń Przemysłu Tytoniowego (1955–1961).

### Praca naukowa
W 1956 roku rozpoczął pracę naukową jako starszy asystent w Zakładzie Instalacji Sanitarnych Politechniki Krakowskiej. W 1959 roku zachęcony przez prof. Franciszka Hendzla, przeszedł do pracy w ówczesnej Wyższej Szkole Rolniczej (dziś Uniwersytet Rolniczy) w Krakowie, zostając starszym wykładowcą w Katedrze Melioracji Rolnych, na nowo powołanym Wydziale Melioracji Wodnych (dziś Inżynierii Środowiska i Geodezji). Od tego czasu cały rozwój naukowy prof. Bali związany jest z krakowską uczelnią.
W 1964 roku na Politechnice Krakowskiej obronił pracę doktorską pt. Metoda doboru optymalnych parametrów pracy pługa do kopania rowków drenarskich – w świetle badań, wykonaną pod kierunkiem prof. Jana Wątorskiego, zaś habilitował się w 1969 roku na Wydziale Rolniczym Wyższej Szkoły Rolniczej (dziś Uniwersytet Rolniczy) w Lublinie z zakresu mechanizacji rolnictwa, przedstawiając rozprawę pt. Optymalizacja aparatu obsługi technicznej maszyn melioracyjnych.
W latach 1968–1973 był docentem, w 1973 roku uzyskał tytuł naukowy profesora nadzwyczajnego, a w 1985 roku tytuł profesora zwyczajnego.
Prof. W. Bala był kierownikiem powołanej w 1964 roku Pracowni Mechanizacji i Organizacji Robót Wodno-Melioracyjnych, a w latach 1969–1977 kierownikiem i twórcą Katedry Mechanizacji i Organizacji Robót Wodno-Melioracyjnych na Wydziale Melioracji Wodnych. W 1977 roku decyzją Senatu Akademii Rolniczej w Krakowie, został powołany na organizatora i dyrektora Instytutu Napraw i Organizacji Zaplecza Technicznego wraz z przeniesieniem na Wydział Techniki i Energetyki Rolnictwa (dziś Inżynierii Produkcji i Energetyki).
Prof. Władysław Bala pełnił w Akademii Rolniczej w Krakowie szereg funkcji akademickich:
- w latach 1972–1975 był prorektorem,
- w latach 1975–1977 był dziekanem Wydziału Melioracji Wodnych,
- w latach 1985–1989 był rektorem,
- w latach 1965–1972 był kierownikiem ZSZ Wydziału Melioracji Wodnych,
- w latach 1956–1976 był redaktorem ZN WSR w Krakowie, s. Melioracje,
- w latach 1981–1989 był redaktorem ZN AR w Krakowie, s. Mechanizacja.

Zainteresowania naukowe Profesora koncentrowały się na problemach technologii i organizacji zmechanizowanych robót wodno-melioracyjnych, organizacji zaplecza technicznego w rolnictwie, organizacji napraw maszyn i urządzeń technicznych, niezawodności urządzeń technicznych.
Prof. W. Bala był autorem 136 publikacji, w tym 75 naukowych i 8 podręczników. Był również promotorem w 10 przewodach doktorskich oraz wypromował 151 magistrów.
Profesor był aktywnym uczestnikiem ruchu naukowego i naukowo-technicznego, honorowym członkiem Komitetu Techniki Rolniczej Polskiej Akademii Nauk, działał w komitetach PAN-owskich, takich jak Komitet Melioracji, czy Komitet Eksploatacji Majątku Trwałego. Był aktywnym uczestnikiem ruchu NOT-owskiego, przewodniczącym Komisji Mechanizacji Robót przy Zarządzie Głównym SITWM w Warszawie, pełnił funkcję prezesa Polskiego Towarzystwa Melioracyjnego. Prof. W. Bala działał również w ruch społecznym. Był prezesem Koła Związku Kombatantów i Koła Byłych Więźniów Politycznych przy krakowskim Oddziale PAN oraz członkiem Zarządu Okręgu tego Związku.

## Nagrody i odznaczenia
Za swoją działalność i pracę został odznaczony wieloma odznaczeniami państwowymi, bojowymi, społecznymi i resortowymi: Krzyżem Komandorskim z Gwiazdą, Krzyżem Kawalerskim Orderu Odrodzenia Polski, Krzyżem Walecznych, Brązowym Krzyżem Zasługi z Mieczami, Warszawskim Krzyżem Powstańczym, Krzyżem Partyzanckim, tytułem honorowym „Zasłużony Nauczyciel PRL”, Medalem Komisji Edukacji Narodowej, Medalem Zwycięstwa i Wolności 1945, Srebrnym i Brązowym Medalem za Zasługi dla Obronności Kraju, Medalem 30 i 40-lecia Polski Ludowej, Złotą Odznaką ZNP, Złotą Odznaką Honorową NOT, Złotą Odznaką SITWM oraz 11 odznaczeniami resortowymi. Został wyróżniony wpisem do Księgi Honorowej Zasłużonych Ludzi Ziemi Krakowskiej oraz Złotej Księgi dla Dzielnicy Kraków-Krowodrza. Posiadał Medal im. Michała Oczapowskiego. Był wyróżniony 11-krotnie nagrodami Ministra Nauki i Szkolnictwa Wyższego oraz Ministra Edukacji Narodowej.
Został pochowany 21 lipca 2006 roku na cmentarzu wojskowym przy ul. Prandoty w Krakowie (kw. LXXXIV-13-13).

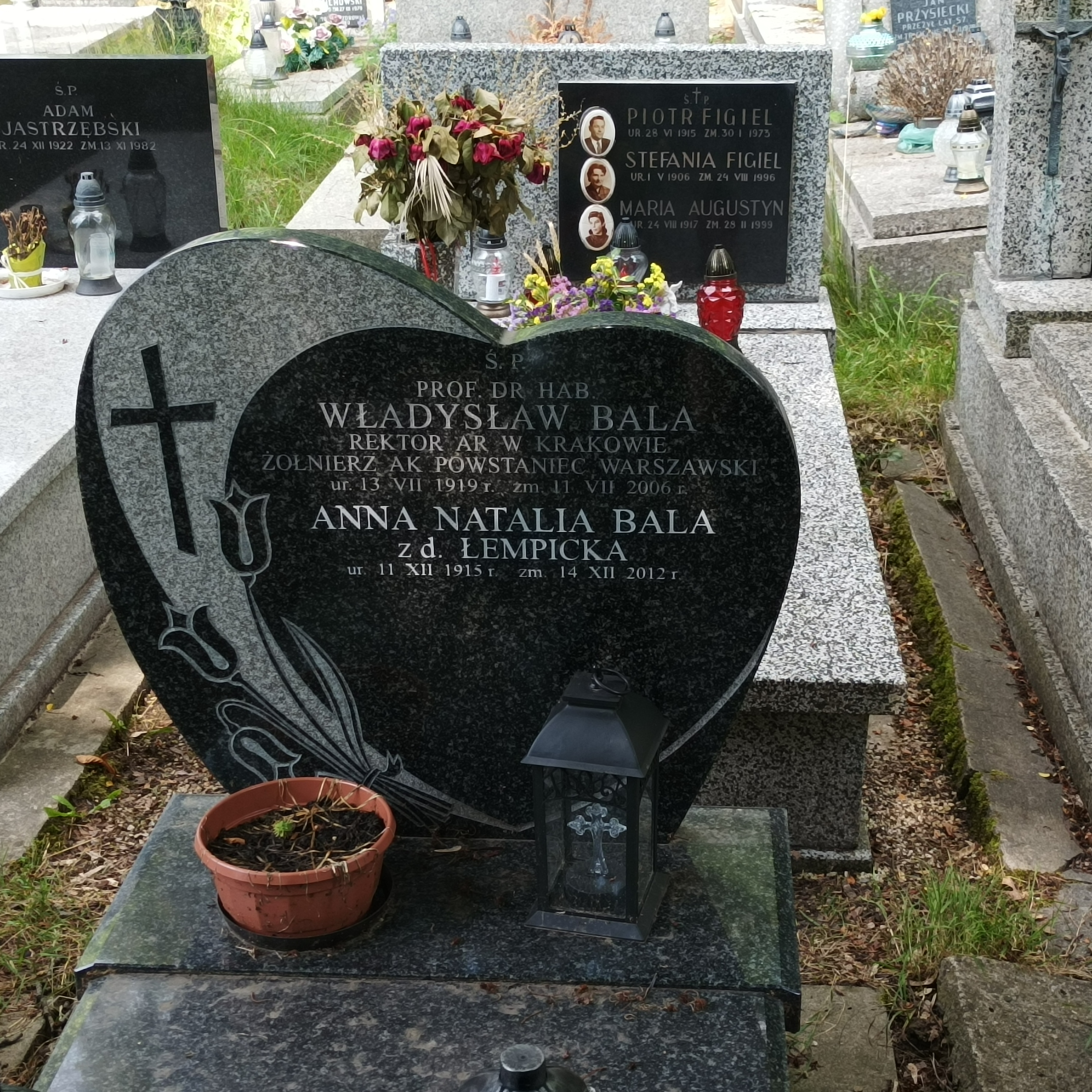
Grób prof. Władysława Bali na cmentarzu przy ul. Prandoty

## Literatura
- Biuletyn Informacyjny Akademii Rolniczej im. Hugona Kołłątaja, nr 4 (47) październik 2006, s. 21–22